# Bonanza (Oregon)
Pour les articles homonymes, voir Bonanza (homonymie).
Bonanza est une ville américaine située dans l'État de l'Oregon et dans le comté de Klamath.

## Démographie
Au recensement de 2010, sa population était de 415 habitants dont 152 ménages et 108 familles résidentes. La densité de population était de 195,4 hab/km2
La répartition ethnique était de 86,3 % d'Euro-Américains et 13,7 % d'autres races.
En 2000, le revenu moyen par habitant était de 10 213 dollars avec 16,8 % vivant sous le seuil de pauvreté.

## Source
- (en) Cet article est partiellement ou en totalité issu de l’article de Wikipédia en anglais intitulé « Bonanza, Oregon » (voir la liste des auteurs).